# Holger Pfaff
Holger Pfaff (* 15. Mai 1956 in Schramberg) ist ein deutscher Soziologe.
Pfaff studierte Sozial- und Verwaltungswissenschaften an der Universität Erlangen-Nürnberg, der Universität Konstanz und der University of Michigan, Ann Arbor. Nach Tätigkeiten als wissenschaftlicher Mitarbeiter und Hochschulassistent an der Universität Oldenburg und der TU Berlin übernahm er 1997 die Professur für das Fach Medizinische Soziologie an der Universität zu Köln. 2012 übernahm Pfaff als Direktor die Leitung des dort neu eingerichteten Instituts für Medizinsoziologie, Versorgungsforschung und Rehabilitationswissenschaft (IMVR).
Pfaff war 2002 bis 2010 Vorsitzender der Deutschen Gesellschaft für Medizinische Soziologie (DGMS). Seit 2012 ist er stellvertretender Vorsitzender des Deutschen Netzwerks Versorgungsforschung. 2016 wurde er zum Vorsitzenden des Expertenbeirates des Innovationsausschusses für den Innovationsfonds gewählt.

## Schriften (Auswahl)
- H. Pfaff, E. A. M. Neugebauer, G. Glaeske, M. Schrappe (Hrsg.): Lehrbuch Versorgungsforschung : Systematik - Methodik - Anwendung. Schattauer, Stuttgart 2010, ISBN 978-3-7945-2797-7.
- E. Driller, U. Karbach, P. Stemmer, U. Gaden, H. Pfaff, F. Schulz-Nieswandt: Ambient Assisted Living: Technische Assistenz für Menschen mit Behinderung. Lambertus, Freiburg, Breisgau 2009, ISBN 978-3-7841-1948-9.
- E. Driller, S. Alich, U. Karbach, H. Pfaff, F. Schulz-Nieswandt: Die INA-Studie: Inanspruchnahme, soziales Netzwerk und Alter am Beispiel von Angeboten der Behindertenhilfe. Lambertus, Freiburg, Breisgau 2008, ISBN 978-3-7841-1800-0.
- H. Pfaff, S.-C. Plath, T. Köhler, H. Krause: Gesundheitsförderung im Finanzdienstleistungssektor: Prävention und Gesundmanagement bei Banken und Versicherung. Edition Sigma, Berlin 2008, ISBN 978-3-8360-8692-9.
- H. Pfaff, J. Lütticke, B. Badura, C. Piekarski, P. Richter (Hrsg.): „Weiche“ Kennzahlen für das strategische Krankenhausmanagement. Huber, Bern 2004, ISBN 3-456-84112-4.
- H. Pfaff, M. Schrappe, K. W. Lauterbach, U. Engelmann, M. Halber (Hrsg.): Gesundheitsversorgung und Disease Management: Grundlagen und Anwendungen der Versorgungsforschung. Huber, Bern 2003, ISBN 3-456-84026-8.
- C. Kaiser, H. Krause, H. Pfaff: Gesund-geredet?: Praxis, Probleme und Potentiale von Krankenrückkehrgesprächen. Edition Sigma, Berlin 2003, ISBN 3-89404-980-4.
- F. Scheibler, H. Pfaff (Hrsg.): Shared Decision-Making: Der Patient als Partner im menschlichen Entscheidungsprozess. Juventa, Weinheim 2003, ISBN 3-7799-1665-7.
- H. Pfaff, W. Slesina (Hrsg.): Effektive betriebliche Gesundheitsförderung. Juventa, Weinheim 2001, ISBN 3-7799-1195-7.